# 君士坦丁一世和基督教
君士坦丁一世和基督教是指羅馬皇帝君士坦丁大帝在306年至337年統治期間，基督教開始轉變成為羅馬帝國的主導宗教。不過時至今日，歷史學家仍然不確定君士坦丁大帝支持基督教的原因。儘管君士坦丁大帝的母親聖海倫納是信仰基督教的基督徒，但學者們對於君士坦丁大帝是在年輕時皈依基督教，或是在其人生經歷中逐漸皈依基督教、並在最後接受洗禮，這些觀點均未有共識。在基督教神學部份，歷史學家、宗教學者和神學家還經常研究和討論君士坦丁大帝信奉的早期基督教派別。